# Probénécide
Le probénécide est un uricosurique, c'est-à-dire qu'il permet d'abaisser la concentration de l'acide urique dans le sang, augmentant son élimination urinaire. Et donc, il est employé dans le traitement de l'hyperuricémie et de la goutte.

## Histoire
Développé comme une alternative au caronamide, pendant la Seconde Guerre mondiale, le probénécide fut utilisé pour faire face à la maigre provision de pénicilline.

## Mode d'action
Le probénécide est un inhibiteur de la recapture des acides organiques au niveau du tubule rénal. Plus précisément, il inhibe les OAT (Organic Anion Transporters) par fixation compétitive. Ces transporteurs membranaires situés aux niveaux apicaux et basaux de la cellule tubulaire permettent une réabsorption des acides organiques tels que l'acide urique ou la pénicilline. 
Il permet donc d'abaisser l'uricémie en limitant la réabsorption d'acide urique par le tubule rénal.
Pour ce qui est de la pénicilline, le probénécide interfère essentiellement avec le mode d'excrétion de l'antibiotique : la sécretion tubulaire par un ransporteur OAT. Il entre en compétition avec les acides organiques pour être secrété et ralentit de ce fait l'élimination rénale de pénicilline. 
Il est indiqué comme traitement adjuvant de la pénicillinothérapie.

## Mésusages
Parfois, les athlètes utilisent cette molécule, car elle permet de masquer la prise de produits dopants (ce qui fut le cas du coureur cycliste Pedro Delgado qui remporta le Tour de France 1988). 
La présence de ces substances est mise en évidence par les contrôles de dopage, tels que l'analyse d'urine. Étant donné que le probénicide est capable de réduire l'excrétion urinaire de stéroïdes anabolisants, de fait, il masque leur présence lors des tests. Il prend alors le nom d'« agent de masquage » ou « opaque ».
Il existe une interaction médicamenteuse entre probénécide et bêta-lactamines : ces deux composés entrent en compétition dans la fixation sur les transporteurs plasmatiques menant au rein, ainsi la métabolisation des béta-lactamines est ralentie, leur demi-vie est alors augmentée, pouvant occasionner un surdosage.